# Лупулин

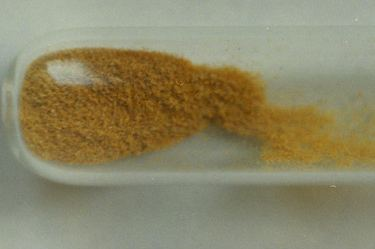
Образец затвердевшего лупулина

Лупулин —  секрет хмелевых шишек. Горькая по вкусу субстанция, представляющая собой смесь различных азотосодержащих и не содержащих веществ, смол, жира и эфирного масла, а также золы. Лупулин формируется из секрета желёзок, расположенных на чешуйках соплодия («шишках») и околоцветниках женских цветков хмеля (Humulus lupulus). При затвердевании лупулин превращается в буро-жёлтый крупнозернистый клейкий порошок. Свойства лупулина широко используются в пивоваренной промышленности.

## Состав и свойства

Хумулин — производное лупулина

По Барту 100 ч. лупулина содержатся: 0,18 ч. воска, 54,86 ч. смолы (11,55 α-смолы, осаждаемой уксуснокислым свинцом и 43,31 ч. β-смолы от свинца не оседающей), также 8,72 ч. жира, 4,78 ч. азотистых веществ, 2,34 ч. пентозанов, 10,89 ч. безазотистых веществ и сырой клетчатки, 18,23 ч. золы. Содержание лупулина в хмелевых шишках женских растений хмеля колеблется в переделах от 2 до 12 %. Так как лупулин на листочках хмелевой шишки образует налёт в виде муки, то определение % его в хмеле (Humulus lupulus) производится обыкновенно механическим отделением упомянутой муки и прямым её взвешиванием. Имеет желтоватый цвет и придаёт пиву его желтовато-бурый цвет и горечь. В процессе пивоварения лупулин распадается на две «α-алкалоиды»: хумулин и лупулон. Затем хумулин превращается в изохумулин, антибактериальное вещество с горьким вкусом. Лупулон же представляет собой также и антиоксидант, помогающий пиву дольше сохраняться. Термически необработанный лупулин ядовит: доза в 1—2 г может вызвать у человека слабое отравление.